# Stade Sapiac
Le parc des sports de Sapiac, plus communément connu sous le nom de stade Sapiac ou stade de Sapiac, est un stade situé à Montauban destiné à la pratique du rugby à XV.
Il est notamment utilisé par l'US Montauban. Il est surnommé « la cuvette » en raison de l'ancienne piste cycliste qui entourait le terrain jusqu'à sa rénovation en 2024.

## Historique
Le stade est une ancienne carrière dont le club se porte acquéreur au début du XXe siècle, à la fin de l'exploitation. En forme de cuvette dès l'origine, le sol argileux du terrain, imperméable et bien souvent boueux, a influencé le jeu des équipes montalbanaises, basé sur les avants. De plus, la Cuvette de Sapiac a été souvent inondée. En 1996, l'eau est arrivée aux barres transversales. Depuis un ouvrage a été construit pour endiguer une éventuelle montée des eaux du Tarn et de son affluent le Tescou. 
Le premier match de rugby à Sapiac eut lieu le 18 octobre 1908. L'US Montauban bat le FC Auch 3 à 0.
Le vélodrome est inauguré le 6 septembre 1908 à 13h45 devant 4 000 spectateurs. La piste cycliste sert désormais à l'affichage de panneaux publicitaires locaux et aux pesages. Elle mesure 413,33 m de long et 7,20 m de large. Elle a été construite en 1907, rénovée en 1978 et en 2000. La piste a accueilli les championnats de France de cyclisme sur piste en 1973.
Le record d'affluence date de la saison 2008-2009 avec 12 589 spectateurs contre le Stade français. En moyenne, 7 023 spectateurs se sont déplacés cette saison-là.
Ce stade, au dessin si particulier, d'où son surnom de Cuvette, demeure une citadelle presque imprenable, tant la ferveur de ses supporters et l'abnégation de ses joueurs peut faire des miracles[réf. nécessaire].
À l'issue de la saison 2023-2024, le stade Sapiac est sujet à de nombreux travaux de rénovation : la tribune honneur doit être rasée et remplacée, la piste vélodrome est détruite ; la pelouse naturelle est remplacée pour laisser place à une surface synthétique rapprochée de la tribune présidentielle
.

## Accessibilité
Le stade ne possède pas de parking attitré mais il est quand même accessible par voiture en stationnant sur des places aux environs du stade. Le stade est également desservi par les lignes 1 et 6 du réseau de transports en commun de Montauban Le Bus TM[réf. nécessaire].

## Galerie

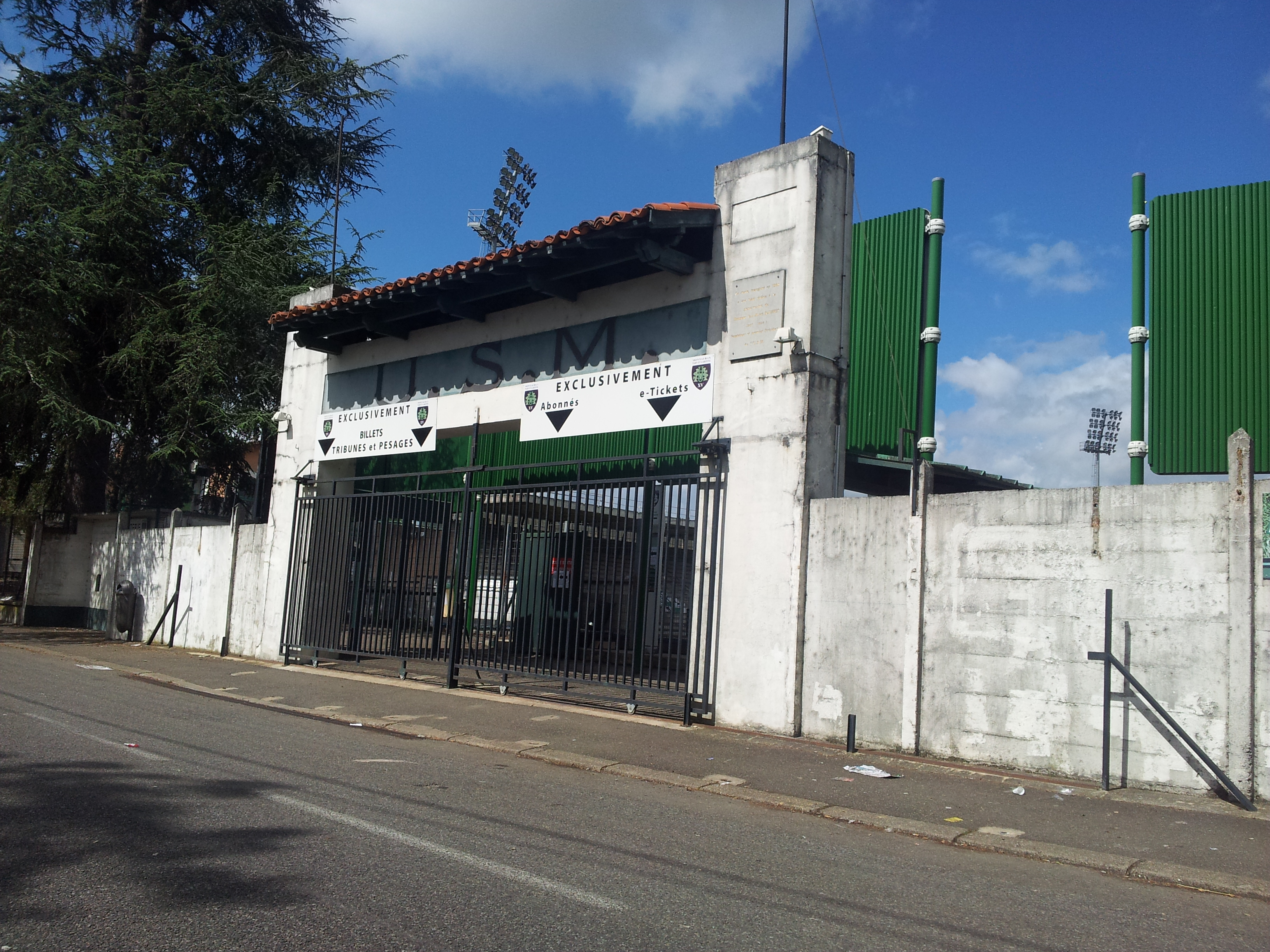
Entrée principale.
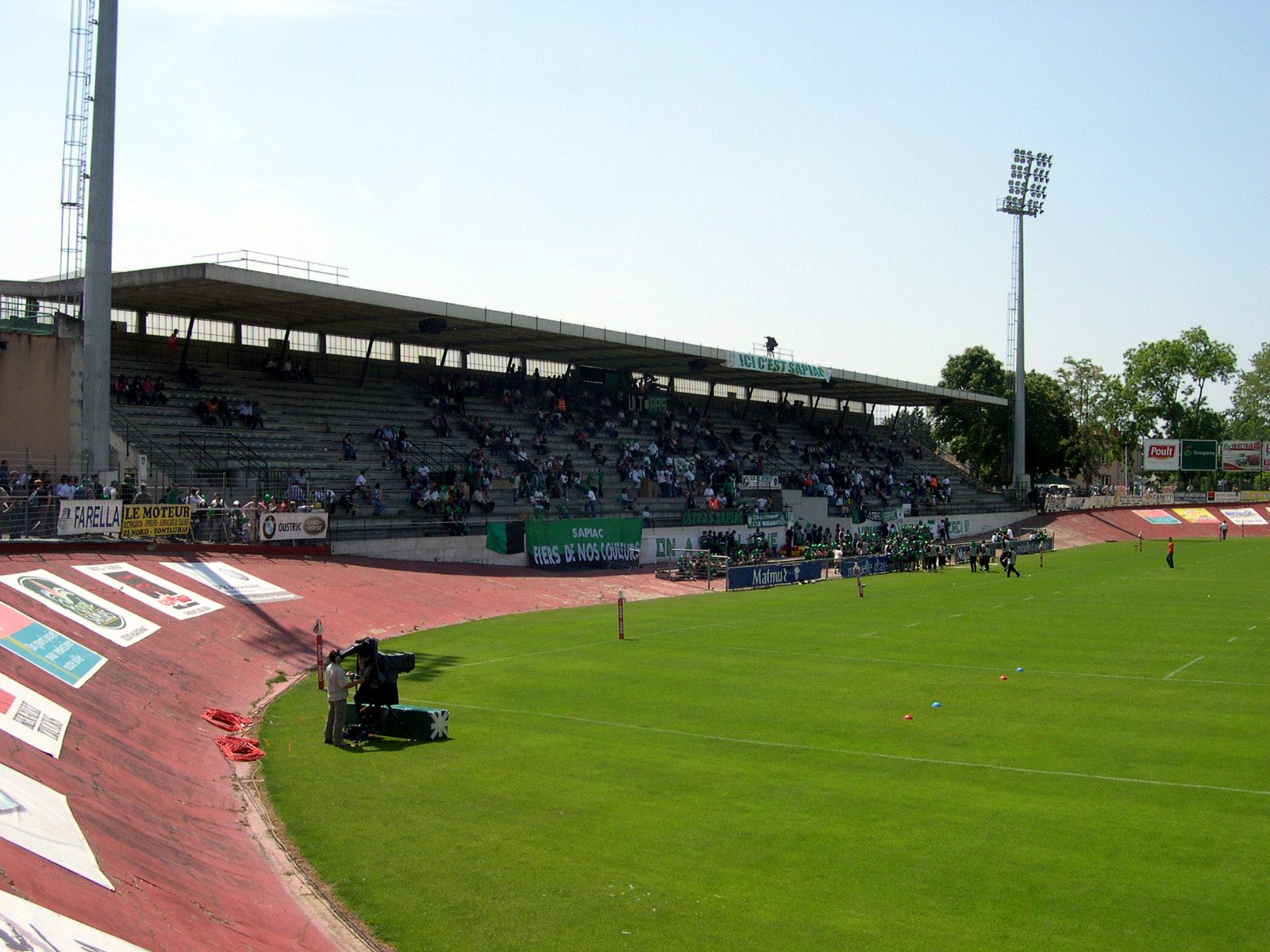
La tribune d'honneur.
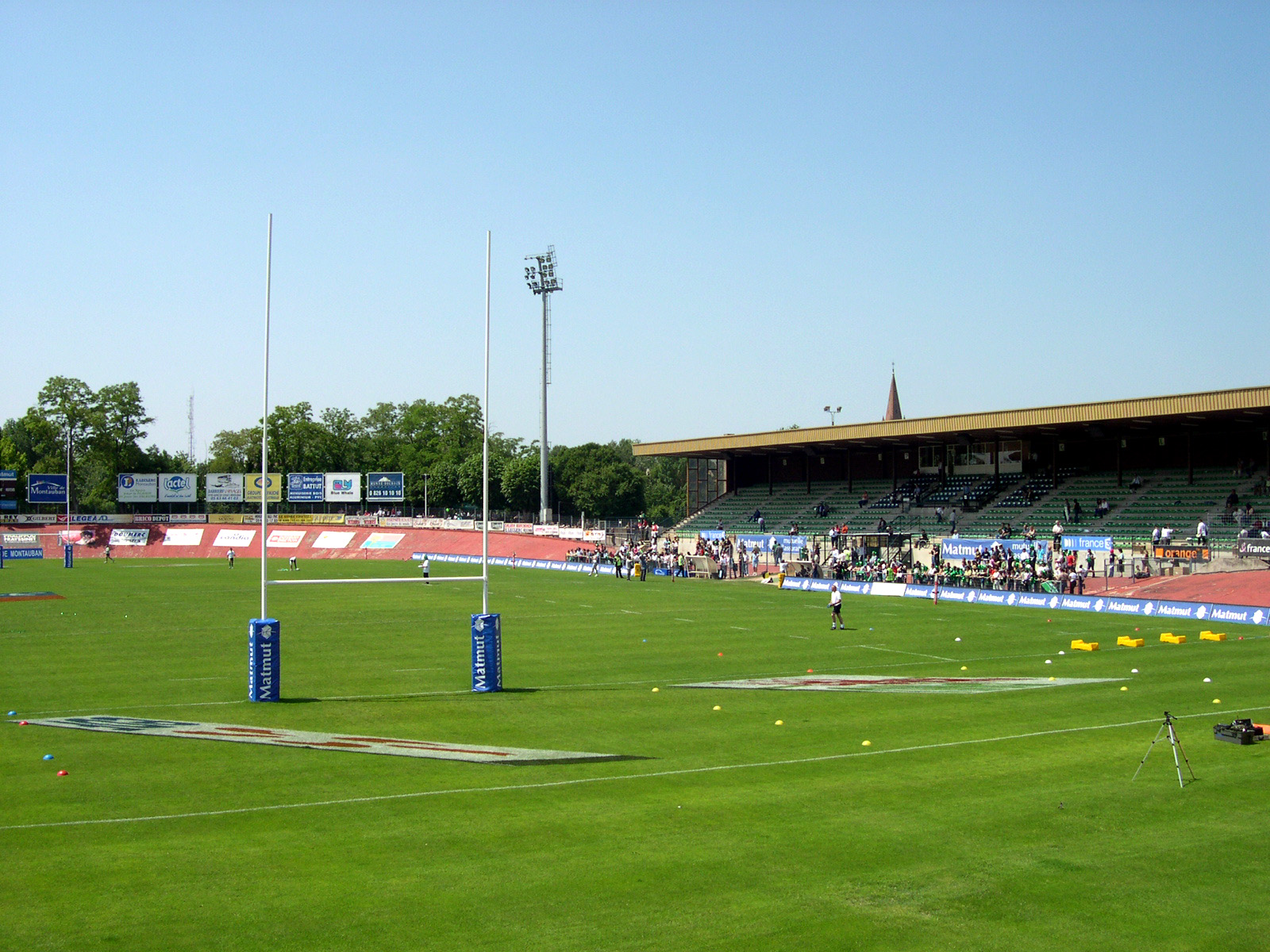
La tribune présidentielle (non rénovée).
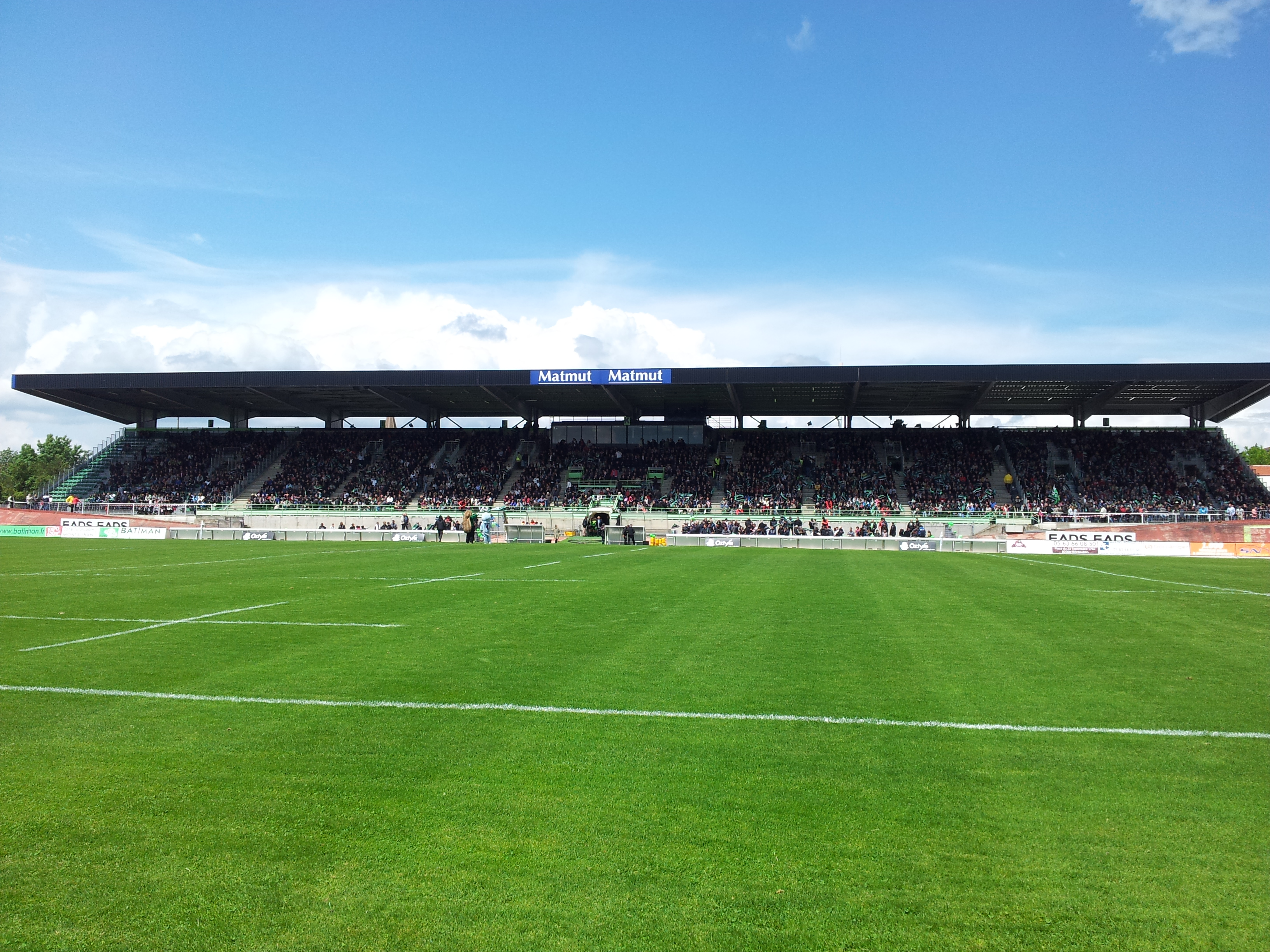
La tribune présidentielle après rénovation.
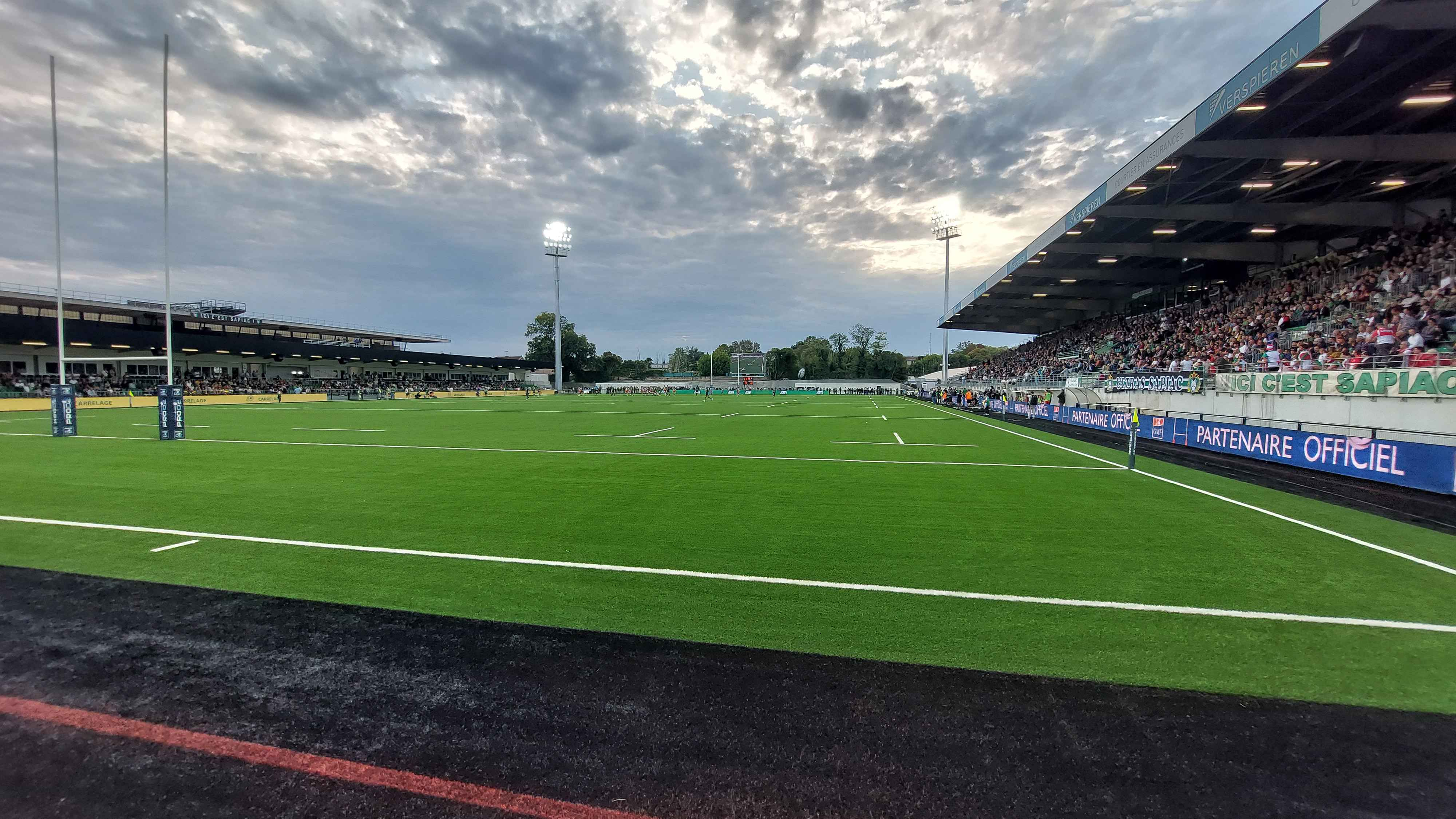
Le stade après les travaux de 2024

## Événements

### Rugby à XV
- 1er juin 2003, finale du Championnat de France de Pro D2, saison 2002-2003, Montpellier RC bat Tarbes Pyrénées rugby 25 à 21.
- 25 juin 2011, finale du Championnat de France de Fédérale 1, AS Béziers bat CA Périgueux 13 à 6.
- 27 février 2015, match international France - Pays de Galles comptant pour le Tournoi des Six Nations féminin 2015, remporté par les Françaises sur le score de 28 - 7 devant plus de 10 000 personnes[7].
- 17 mars 2017, match international France - Pays de Galles comptant pour le Tournoi des Six Nations des moins de 20 ans, remporté par les Français sur le score de 40 à 20.

### Football
- 17 décembre 1994, Montauban FC bat Toulouse FC, 2-0 en Coupe de France de football.

### Concerts
- 25 septembre 1992 et 26 septembre 1992, concerts de Dire Straits, tournée On Every Street.
- 21 septembre 1993, concert de Jean-Michel Jarre (tournée Europe In Concert) pour le 850e anniversaire de la ville de Montauban.